# Грузино-турецкая граница

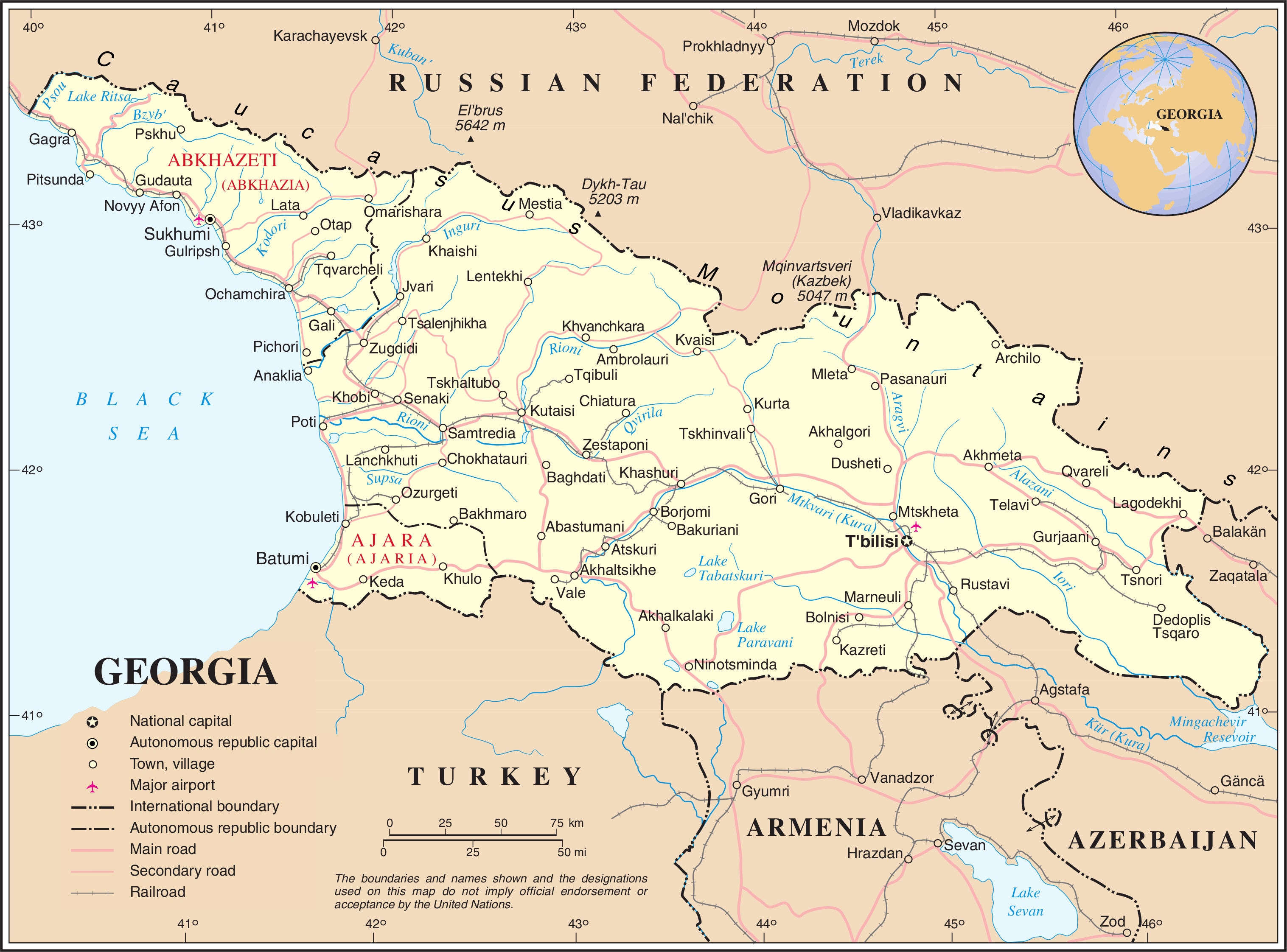
Карта Грузии с Турцией на юго-западе

Грузино-турецкая граница (груз. საქართველო–თურქეთის საზღვარი, тур. Gürcistan–Türkiye sınırı) — государственная граница между Грузией и Турцией. Она имеет общую длину в 273 км и проходит от побережья Чёрного моря на западе и до пограничного стыка с Арменией на востоке.

## Описание
Грузино-турецкая граница начинается на западе, на побережье Чёрного моря к югу от небольшого грузинского села Сарпи, а затем тянется по суше в восточном направлении по цепи неправильных линий. Затем она широко изгибается в сторону юго-восток, пересекая озеро Хозапини и спускаясь к пограничному стыку с Арменией. Западную треть этой границы относится к грузинской Аджарии.

## История
В течение XIX века регион Кавказа оспаривался между приходящей в упадок Османской империей, Персией и Российской империей, последняя расширялась на юг. К 1828 году Россия завоевала большую часть кавказских земель Персии, а затем обратила свои усилия против Османской империи. По Адрианопольскому договору 1829 года, положившему конец Русско-турецкой войне 1828—1829 годов, Россия заполучила большую часть современной Грузии (включая Имеретию, Абхазию, Мегрелию и Гурию), при этом её граница с Османской империей пролегла примерно к северу от нынешней грузино-турецкой границы.
Согласно Сан-Стефанскому миру, которым закончилась Русско-турецкая война 1877—1878 годов, Россия присоединила к себе дополнительные земли на территории нынешней Восточной Турции, передвинув тем самым османско-русскую границу на юго-запад. Завоевания Российской империей Батуми, Карса и Ардахана были подтверждены Берлинским трактатом (1878), хотя по нему она была вынуждена вернуть часть территории вокруг Баязида (современного Догубаязита) и долины Элешкирт.
Во время Первой мировой войны Россия вторглась в восточные районы Османской империи. После Революции 1917 года в России новые коммунистические власти поспешили прекратить своё участие в войне и подписали в 1918 году Брестский мир с Германией и Османской империей. По этому договору Россия вернула обратно территории, полученные ранее по Сан-Стефанскому и Берлинскому договору.
Стремясь обрести независимость от обеих империй, народы южного Кавказа в 1918 году провозгласили Закавказскую демократическую федеративную республику и начали мирные переговоры с Османской империей. Внутренние разногласия привели к тому, что Грузия вышла из состава федерации в мае 1918 года, а вскоре за ней последовали Армения и Азербайджан. Когда османские войска вторглись на Кавказ и начали стремительно занимать его территорию, три новые республики были вынуждены подписать Батумский договор 4 июня 1918 года, согласно которому они признавали границу, существовавшую до 1878 года. Османские завоевания в Армении окончательно были закреплены Александропольским договором 1920 года. Тем временем Советская Россия признала независимость Грузии согласно Московскому договору 1920 года.

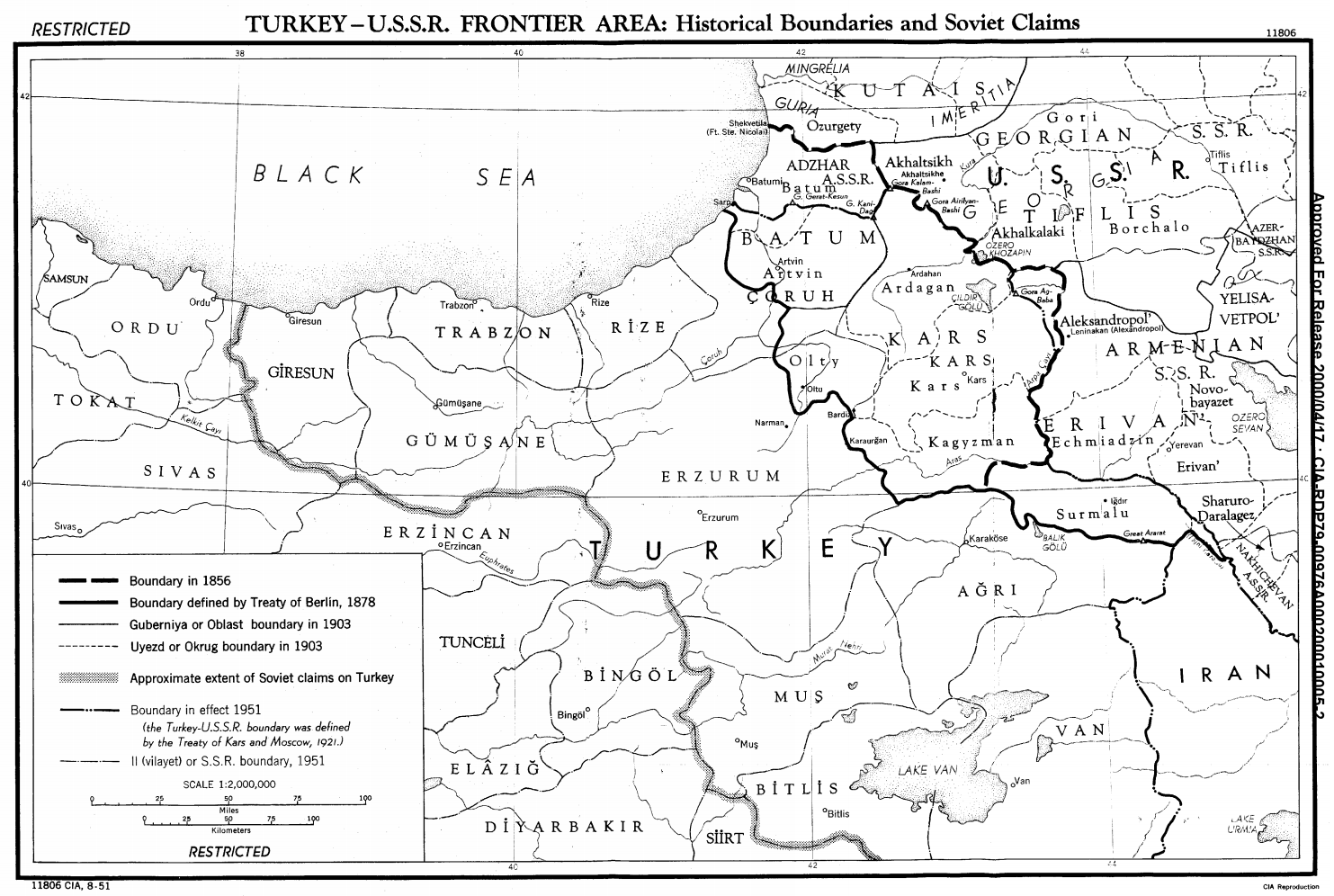
Карта перемещений границы между Российской и Османской империями в XIX веке

После поражения Османской империи в Первой мировой войне страны Антанты и её союзники планировали разделить её по Севрскому договору 1920 года. Согласно ему признавалась независимость Грузии и Армении с предоставлением обеим обширных территорий в восточной Турции, с увеличением армяно-грузинской границы, которая должна была быть определена позднее. Грузии приписывалась большая часть Лазистана. Турецкие националисты были возмущены этим договором, способствовавшим развязыванию Войны за независимость Турции. Успех Турции в этом конфликте сделал положения Севрского договора нереализуемыми. В 1920 году советская Красная армия вторглась в Азербайджан и Армению, положив конец независимости обеих стран, а затем в феврале-марте 1921 года — в Грузию. Османы воспользовались возникшей возможностью вторгнуться в юго-западную Грузию, захватив Артвин, Ардахан, Батуми и другие земли. Во избежание полномасштабной русско-турецкой войны обе стороны подписали в марте 1921 года Московский договор, где были оговорены изменения в советско-османской границе. Однако на местах бои всё ещё продолжались, и переговоры зашли в тупик. Положения этого договора всё же были впоследствии подтверждены Карсским договором от октября того же года, окончательно определившим нынешнюю грузино-турецкую границу. Турция отказалась от своих притязаний на Батуми с условием, что будет создана автономная Аджарская область для защиты преимущественно мусульманского населения этой области. Затем граница была демаркирована на местах в марте 1925-июле 1926 года совместной советско-турецкой комиссией. Независимость Турции была признана Лозаннским мирным договором 1923 года.
В 1922 году все три бывших государства южного Кавказа были объединены в Закавказскую СФСР, входившую в состав СССР, прежде чем быть вновь разделёнными в 1936 году. Граница, сформированная по Карсскому договору, сохранялась, несмотря на периодические притязания советских властей на её изменение, в частности в 1945 году. Турция, поддерживаемая США, отказалась обсуждать эти претензии, и СССР, стремившийся улучшить отношения со своим южным соседом, вскоре отказался от своих притязаний.
В ходе распада СССР в 1991 году Грузия обрела независимость и унаследовала свой участок турецко-советской границы. Турция признала независимость Грузии 16 декабря 1991 года. 21 мая 1992 года был подписан протокол об установлении дипломатических отношений между двумя странами, которым была подтверждена их грузино-турецкая граница.

## Поселения у границы

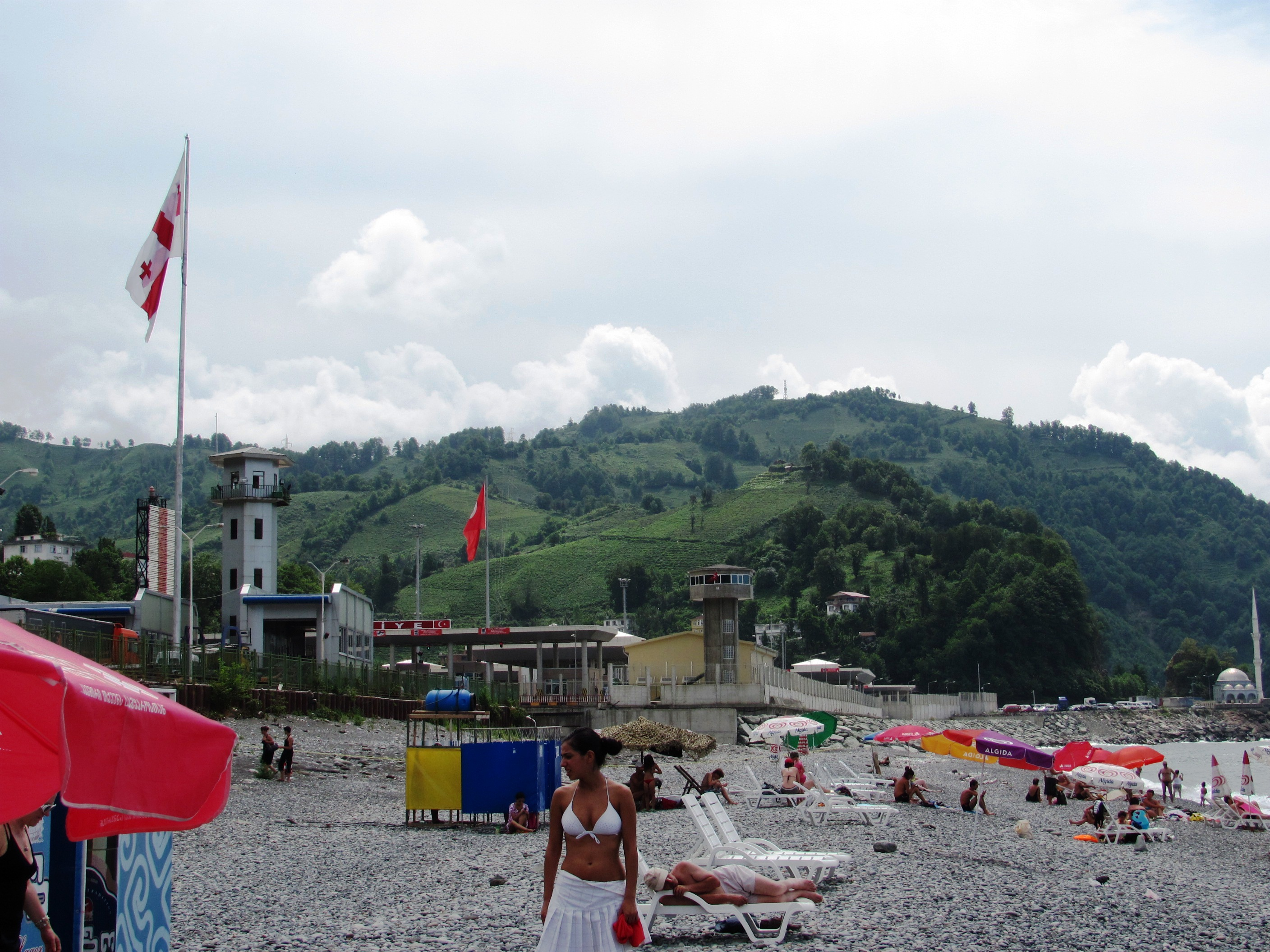
Пограничный переход в Сарпи

### Грузия
- Сарпи
- Вале
- Карцахи

### Турция
- Хопа
- Борчка
- Муратлы
- Дюзенли
- Пософ
- Тюркгёзю
- Чылдыр
- Балталы
- Акчил
- Овюндю

## Пограничные переходы
Вдоль всей границы есть три пограничных перехода: два автомобильных и один автомобильно-железнодорожный.
| Турецкий КПП   | Провинция | Грузинский КПП | Провинция        | Открытие        | Дорога в Турции | Дорога в Грузии | Статус |
| -------------- | --------- | -------------- | ---------------- | --------------- | --------------- | --------------- | ------ |
| Сарп           | Артвин    | Сарпи          | Аджария          | 31 августа 1988 |                 |                 | открыт |
| Пософ-Тюркгёзю | Ардахан   | Вале           | Самцхе-Джавахети | 12 июля 1995    |                 |                 | открыт |
| Чылдыр-Акташ   | Ардахан   | Карцахи        | Самцхе-Джавахети | 24 июля 1995    |                 |                 | открыт |

С 2017 года и открытия железной дороги Баку — Тбилиси — Карс грузино-турецкую границу стало возможно пересечь и по железной дороге.